# Epicleta calidaria
Epicleta calidaria är en fjärilsart som beskrevs av Louis Beethoven Prout 1915. Epicleta calidaria ingår i släktet Epicleta och familjen mätare. Inga underarter finns listade i Catalogue of Life.